# Asilus lacrymosus
Asilus lacrymosus är en tvåvingeart som först beskrevs av Geoffroy 1785.  Asilus lacrymosus ingår i släktet Asilus och familjen rovflugor.
Artens utbredningsområde är Frankrike. Inga underarter finns listade i Catalogue of Life.